# Sh2-81
Sh2-81 est une nébuleuse en émission visible dans la constellation de l'Aigle.
Elle est située dans la partie nord-est de la constellation, à environ 3° au nord-est de l'étoile brillante Altair (α Aquilae), sur le bord oriental de la traînée lumineuse de la Voie lactée. C'est un objet de faible luminosité, difficile à détecter même à l'aide de filtres. La période la plus propice à son observation dans le ciel du soir est de juillet à novembre.
Sh2-81 est une région H II très faible située à une latitude galactique extrêmement élevée. Elle est positionnée sur le bord intérieur du bras d'Orion, à environ 2 000 pc (∼6 520 al) du système solaire, une distance similaire à celle de la région Vulpecula OB1, dont elle est à quelques centaines de parsecs.
Presque dans la même ligne de visée, mais trois fois plus loin, se trouve V1408 Aquilae, une étoile à rayons X binaire de faible masse qui inclurait un trou noir.